# Дворец Фаворит (Людвигсбург)
Дворец Фаворит — барочный увеселительный и охотничий дворец в городе Людвигсбург в немецкой федеральной земле Баден-Вюртемберг. Расположен в одноимённом парке на небольшом холме севернее главного дворца-резиденции.

## История
Дворец был построен в 1717—1723 годах при герцоге Эберхарде Людвиге по проекту придворного архитектора Донато Джузеппе Фризони (Donato Giuseppe Frisoni, 1683—1735). Уже изначальный план предусматривал совмещение функций охотничьего замка, окружённого обширным парком и пригодными для охоты угодьями, и загородной виллы с прекрасным видом.
В 1748 году дворец послужил декорацией к грандиозному фейерверку, устроенному по случаю свадьбы герцога Карла Евгения и принцессы Елизаветы Фридерики Софии Бранденбург-Байрейтской.
При Фридрихе I дворцовый парк был преобразован в зверинец, в котором в целях охоты и развлечения содержались кабаны, серны и олени. В этот же период под руководством придворного архитектора Николая Фридриха фон Туре (Nikolaus Friedrich von Thouret, 1767—1845) внутренние помещения дворца были перестроены в классицистическом стиле.
В XX веке после падения монархии дворец фактически более не использовался и находился в плохом состоянии вплоть до начала 1980-х годов, когда была выполнена его комплексная реставрация с воссозданием внутреннего убранства. С 1983 года во дворце располагается музей.

## Современное использование
Дворец Фаворит находится в государственной земельной собственности, под управлением «Государственных замков и парков Баден-Вюртемберга», и открыт для посещения (с экскурсией).
Также во дворце, начиная с 1987 года, проводятся съёмки еженедельного вечернего ток-шоу «NACHTCAFé» производства телерадиокомпании SWR.
В 2003 году здесь снимался двухсерийный фильм «Гордость и страсть» (нем. Das unbezähmbare Herz), в котором главные роли исполнили Беттина Циммерманн, Штефан Юргенс, Соня Кирхбергер и др.